# GIRD

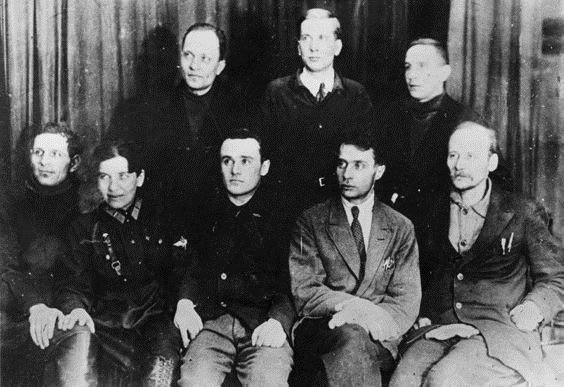
Mitarbeiter der GIRD 1931. Vorn mittig sitzend Sergei Koroljow, rechts daneben Boris Tscheranowski und Friedrich Zander

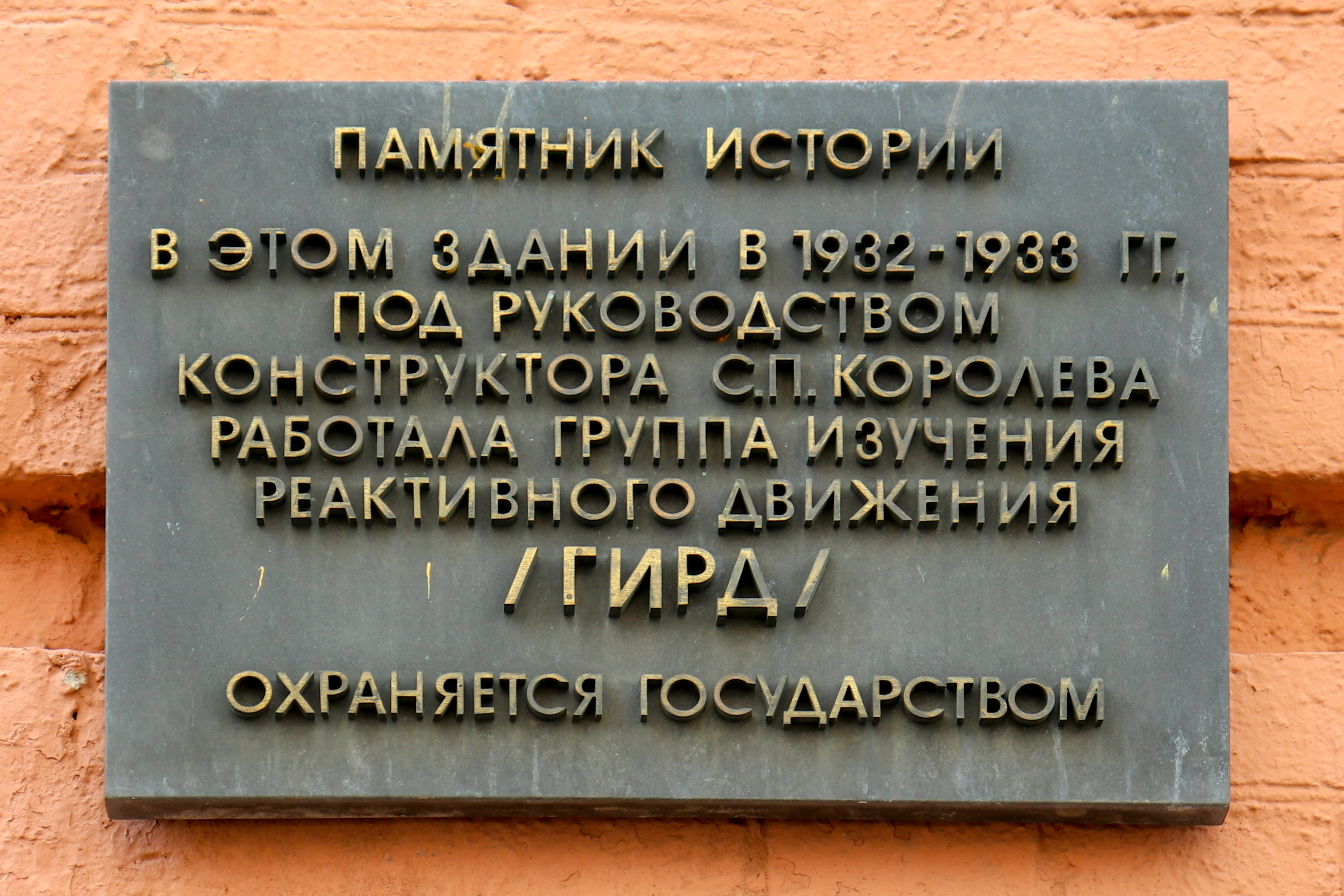
Gedenktafel für Koroljow am ehemaligen Gebäude der GIRD in Moskau

GIRD (russisch Группа изучения реактивного движения; deutsch Gruppe zur Erforschung reaktiver Antriebe) war eine 1931 gegründete Gruppe zur Erforschung von Rückstoßantrieben, wie sie von Konstantin Ziolkowski vorausgesagt wurden.

## Geschichte
Bereits in den 1920er Jahren waren Arbeitsgruppen gegründet worden, die sich mit Fragen des Raketenfluges basierend auf Ziolkowskis Studien befassten. Im Juli 1931 wurde in Moskau mit Unterstützung der OSSOAWIACHIM das Büro zur Erforschung reaktiver Antriebe (BIRD) gegründet, aus dem ab November 1931 die GIRD hervorging. Zwei Raketenbüros wurden in Moskau (MosGIRD) und Leningrad (LenGIRD) gegründet. Eines war das Zentralbüro für das Studium der Raketenprobleme (ZBIRP) und das andere die Allunionsgesellschaft zum Studium des interplanetaren Fluges (OIMS). Später entstanden weitere Gruppen in Archangelsk, Baku, Brjansk, Charkow, Nowotscherkassk und Tbilissi. Die führenden Köpfe dieser frühen sowjetischen Raketenforschung waren Friedrich Zander, Sergei Koroljow, der Zander 1933 nachfolgte, Juri Pobedonoszew und Michail Tichonrawow. Sie entwickelten in den 1920er und 1930er Jahren flüssigkeitsgetriebene Raketen. Koroljow wurde ab 1946 der Chefkonstrukteur im sowjetischen Raumfahrtprogramm.
Die GIRD entwickelte unter anderem die GIRD-09- und GIRD-X-Rakete, welche als erste hybride und Flüssigtreibstoffe nutzten. 1933 gingen die GIRD-Gruppen im Raketenforschungsinstitut RNII (Reaktiwny Nautschno Issledowatjelski Institut) auf.